# ملروز (مریلند)
ملروز (به انگلیسی: Melrose) یک منطقهٔ مسکونی در ایالات متحده آمریکا است که در شهرستان کرول، مریلند واقع شده‌است. ملروز ۲۴۴٫۱۵ متر بالاتر از سطح دریا واقع شده‌است.